# Stadelheimer Straße
Die Stadelheimer Straße ist eine Innerortsstraße im Stadtbezirk Obergiesing-Fasangarten (Nr. 17) von München.

## Verlauf
Die Straße beginnt in Fortsetzung der Peter-Auzinger-Straße an der Tegernseer Landstraße (Bundesstraße 13), deren Hauptfahrbahnen in Tieflage durch den McGraw-Graben geführt sind und die nach Süden in die Bundesautobahn 995 übergeht, und setzt sich nach Nordosten bis zur kreuzenden Schwanseestraße fort, an der sie in die Ständlerstraße übergeht.

## Öffentlicher Verkehr
Die Straße wird auf ihrer ganzen Länge von Omnibussen der MVG befahren. An der Schwanseestraße kreuzt die Straßenbahnsonderlinie E7 zum MVG Museum an der Ständlerstraße.

## Namensgeber
Die Straße ist nach dem Ökonomiegut Stadelheim benannt. Dessen Name ist volkstümlich auf die südlich der Straße gelegene Justizvollzugsanstalt München übergegangen.

## Charakteristik
Die Straße ist mit ihren Anschlussstraßen Peter-Auzinger-Straße und Ständlerstraße Teil des früher geplanten Äußeren Rings.

## Denkmalgeschützte Bauwerke

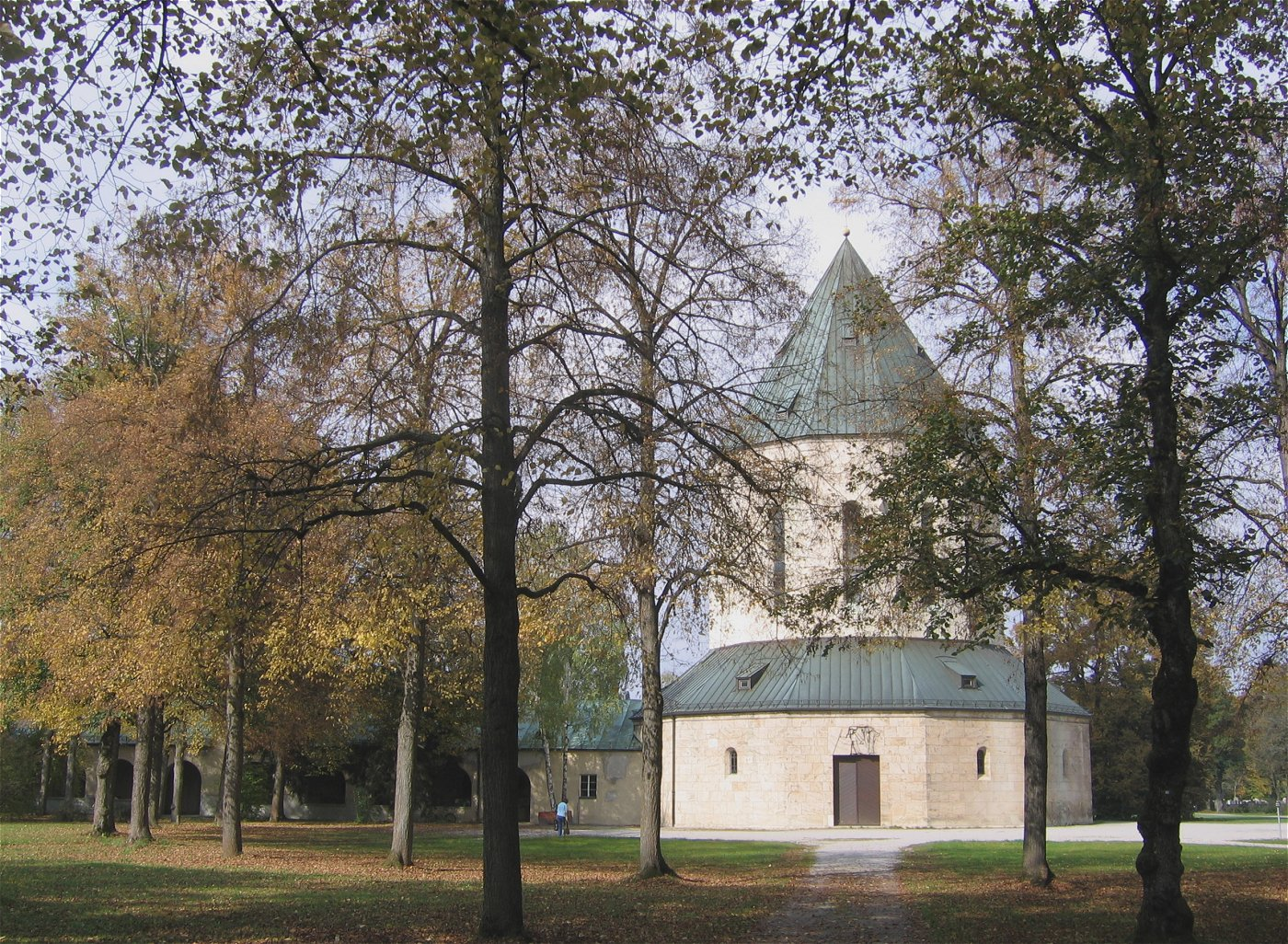
Friedhof am Perlacher Forst

- Nr. 12: Altbau der Strafanstalt Stadelheim, 1892/94 von Friedrich Adelung
- Nr. 24: Friedhof am Perlacher Forst, von Fritz Beblo und Hermann Leitenstorfer

### Gebäude in der Nähe

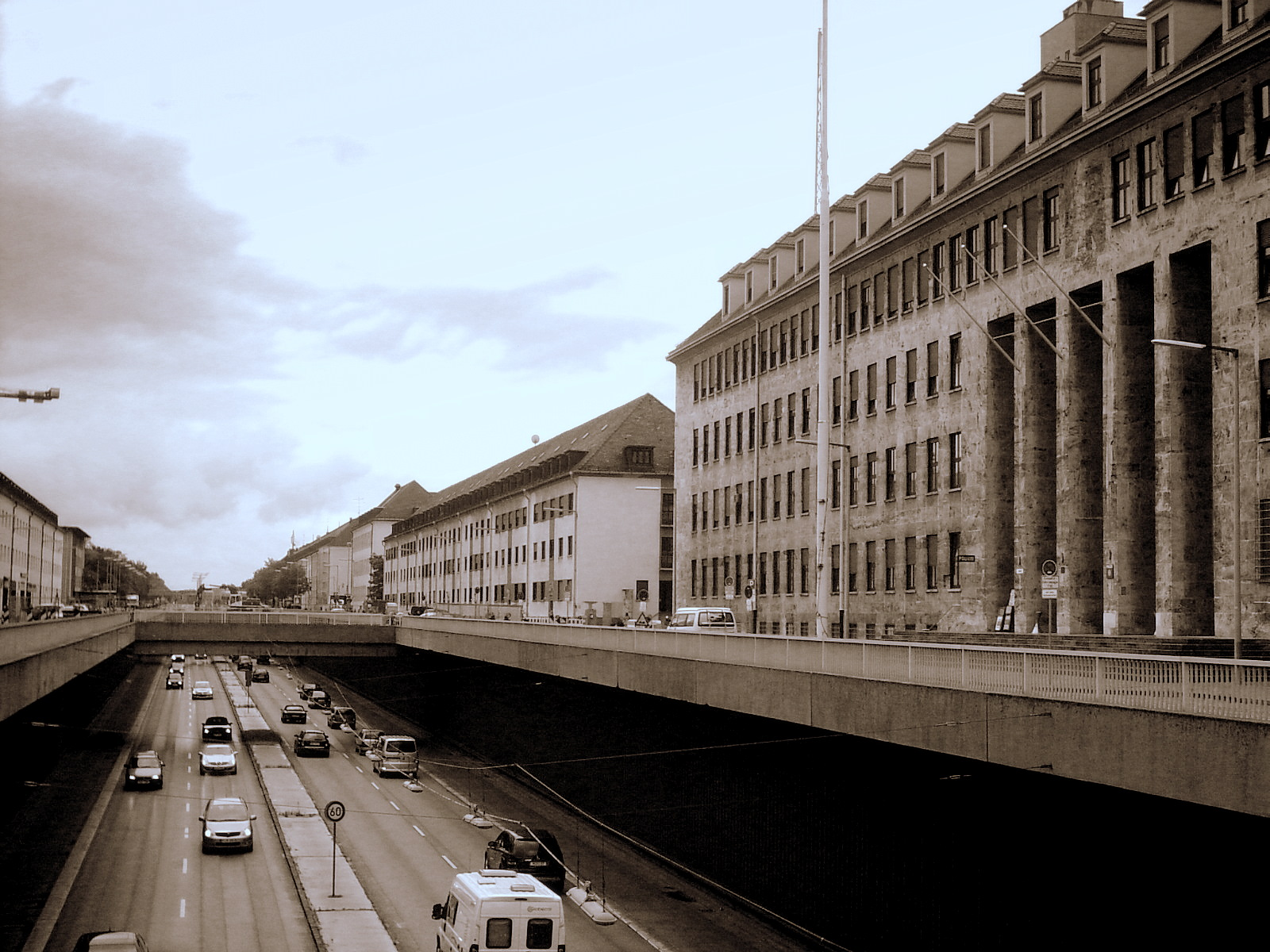
McGraw-Kaserne mit McGraw-Graben

- Die ehemalige McGraw-Kaserne, zuvor Reichszeugmeisterei der NSDAP.